# Réserve ornithologique de Kongsfjorden

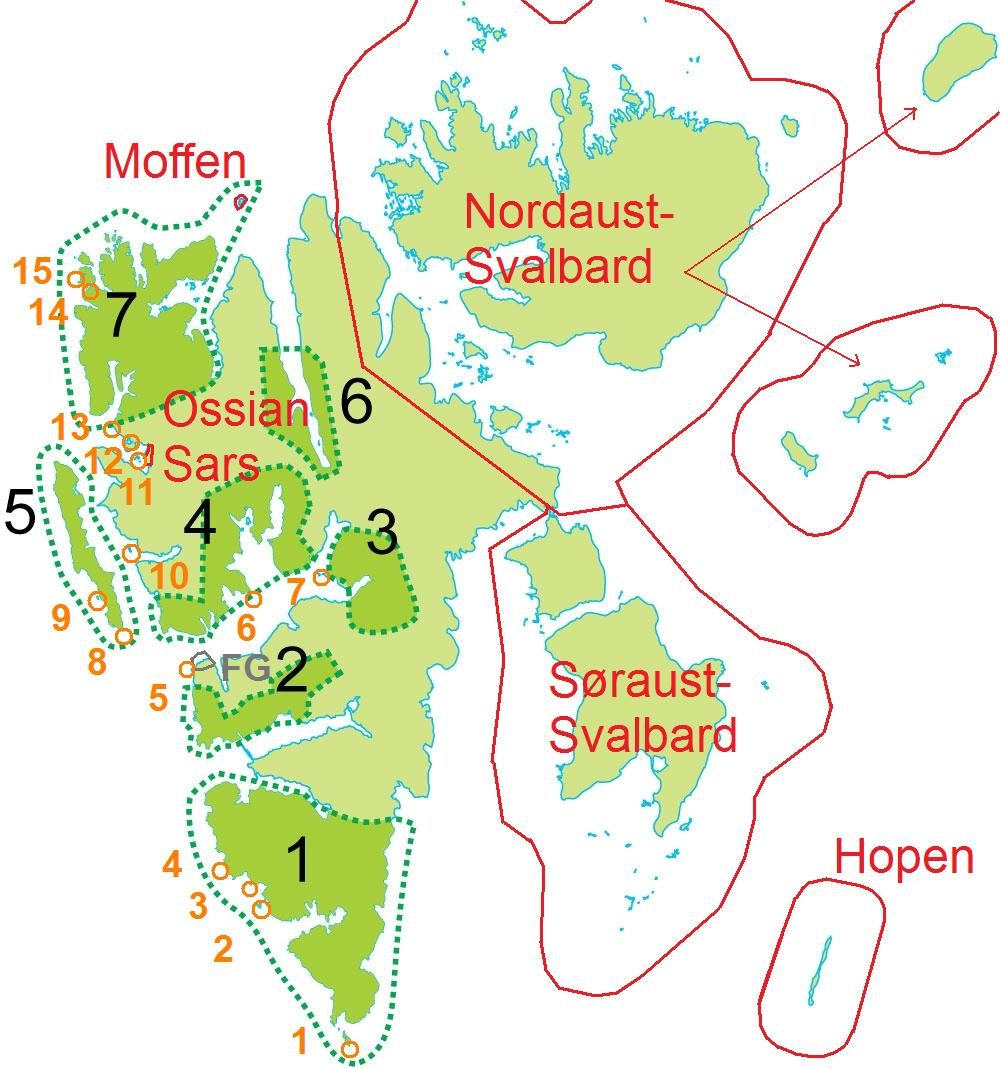
Carte des aires protégées au Svalbard, la réserve porte le numéro 11.

La réserve ornithologique de Kongsfjorden est une réserve naturelle sur un groupe d'îles dans la partie intérieure du Kongsfjorden à l'ouest du Spitzberg, juste à côté de Ny-Ålesund, au  Svalbard. La réserve naturelle a depuis 1985, le statut de Site Ramsar, en raison de son importance pour les oiseaux migrateurs. Juste à l'intérieur des terres, à l'est, se trouve la Réserve naturelle Ossian Sras.
La réserve a été créée par décret royal le 1er juin 1973 et possède une superficie de 7,1 km2.
La réserve comprend les îles de Mietholmen, Prins Heinrichøya, Lovénøyane et Eskjeret. Elle est riche en herbe sur les îles, qui fournit la base pour une reproduction significative de la population de bernaches nonnettes et, dans une moindre mesure, de l'eider à duvet.
Elle est reconnue comme une Zone importante pour la conservation des oiseaux par l'ONG Birdlife International.
De nombreuses espèces y sont observées: Oie à bec court, Bernache nonnette, Eider à duvet, Eider à tête grise, Harelde kakawi, Bécasseau violet, Phalarope à bec large, Goéland bourgmestre, Labbe à longue queue et Plectrophane des neiges. Il a été observé à Ny-Ålesund, une seule fois et en 1997, des mouettes blanches.
Il est interdit de s'approcher à 300 mètres de la réserve, et plus particulièrement encore à l'époque où les oiseaux sont en train de couver afin d'éviter que les parents ne soient effrayés et que des oiseaux de proie ou des renards ne prennent les œufs.